# José Tapia
José Tapia (né le 19 février 1905 à San José de las Lajas et mort à une date inconnue) était un entraîneur de football cubain.

## Biographie
José Tapia est surtout connu pour avoir été l'un des premiers entraîneurs de l'équipe de Cuba de football, seulement huit ans après sa création, en 1938.
Il est donc le sélectionneur de l'équipe pendant la Coupe du monde 1938 en France, la première du pays et également le premier Mondial pour un pays des Antilles.
Lors de cette Coupe du monde, les Cubains font tout d'abord un match nul 3-3 (doublé de Héctor Socorro et but de José Magriñá), en huitième-de-finale, contre la Roumanie, le 5 juin 1938. Un match d'appui a alors lieu le 9 juin et Cuba l'emporte sur un score de 2 buts à 1 (buts de Socorro et Tomás Fernández). Après avoir passé le premier tour, les Cubains sont écrasés sur un score sans appel de 8 à 0 par la Suède en quarts-de-finale.